# 에런 롱
에런 레이 롱(영어: Aaron Ray Long, 1992년 10월 12일 ~ )은 미국의 축구 선수로 현재 미국 메이저 리그 사커의 로스앤젤레스 FC와 미국 축구 국가대표팀에서 센터백으로 활약하고 있다.